# Ryan Griffiths (futebolista)
Ryan Griffiths (21 de agosto de 1981) é um futebolista profissional australiano que atua como atacante.

## Carreira
Ryan Griffiths representou a Seleção Australiana de Futebol, nas Olimpíadas de 2004. 